# Фламма
Фламма — раб-гладиатор в Древнем Риме. Известен тем, что провёл большое количество боёв на арене, четырежды становился рудиарием, однако каждый раз получая свободу, вновь возвращался.
Родом был из Сирии. На арене провёл тридцать четыре боя, будучи секутором, выиграв двадцать одно сражение. Девять боёв закончились вничью, и лишь четыре он проиграл. Погиб на арене в возрасте тридцати лет.
Его настоящее имя было неизвестно, и, как у большинства гладиаторов он носил броское имя, которое с латинского языка переводится как пламя.